# Hardys Bank
Hardys Bank – stromy brzeg (bank) w kanadyjskiej prowincji Nowa Szkocja, w hrabstwie Cape Breton (45°51′56″N, 60°09′51″W), na zachodnim wybrzeżu zatoki Gabarus Bay; nazwa urzędowo zatwierdzona 20 lutego 1976.